# Reflexológia
Jelenleg a reflexológia hatásosságára tudományos bizonyíték nem áll rendelkezésre. 
A természetben minden az egyensúly megteremtésére és megtartására törekszik. Így van ez az emberi testtel is, az is igyekszik fenntartani a belső egyensúlyát.
Az emberi szervezetnek van egy öngyógyító képessége is, amely remekül ellátja a feladatát mindaddig, amíg megadjuk neki, amire szüksége van. Az emberi szervezet is egy élő nyitott rendszer, azaz a környezetével kölcsönhatásban van, ami energia-, anyag- és információáramlást jelent. Sajnos a helytelen táplálkozás, a mozgásszegény életmód, a lelki problémák, stb. miatt felborulhat a szervezet belső egyensúlya, így a szervezet rendszerében zavar támad. Amikor a szervezet a környezeti stresszt már nem tudja elviselni, betegség formájában jelezi azt.

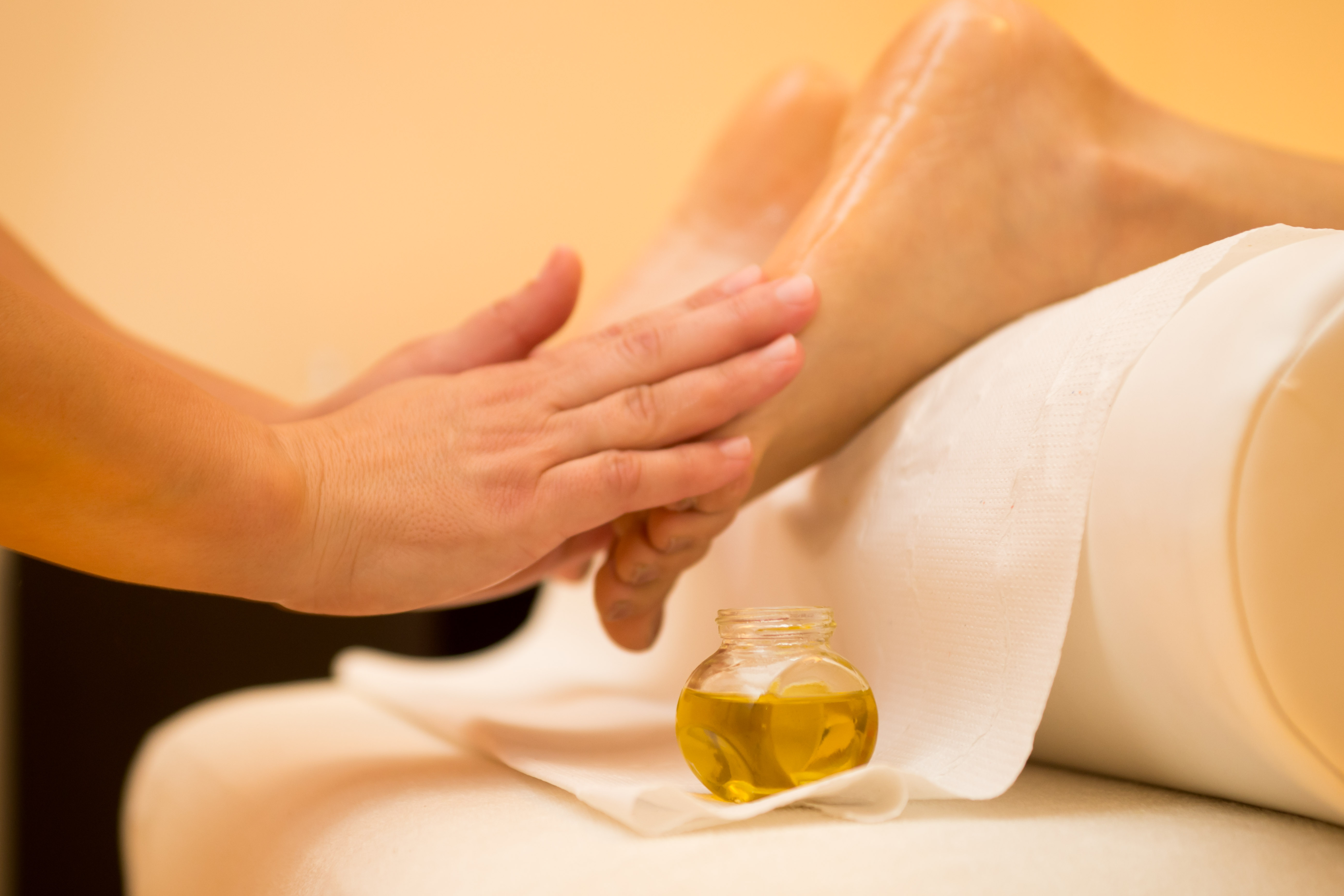
reflexológia

A reflexológia a természetgyógyászati módszerek egyike. A természetes gyógymódok ingerhatást alkalmazva betegségmegelőzésre helyezik a hangsúlyt, illetve a szervezet öngyógyító, önszabályozó képességét támogatja, aktiválja holisztikus szemlélettel. Azaz az embert egységes egésznek tekinti.
A test különböző pontjain mikroterületek találhatóak, amelyeken az egész test kicsinyített mása megtalálható. Ilyen terület a talp is.
Mivel „minden sejt minden információt tárol az egészre vonatkozóan, ezért tud megjelenni a mikroterületeken, a szervezetben bekövetkező változás, jól látható formában. A mikroterületek a testi, lelki és szellemi információk holografikus kivetülései”.[forrás?]
A reflexológia ezeken a mikroterületeken keresztül igyekszik hatni a szervezetre. A kézen és a lábon idegpontok találhatóak, ezek kapcsolatban vannak egy-egy szervvel. Ezek az idegpontok a mikroterületek, azaz a reflexzónák. Ezen zónák ingerlésével, masszázsával kapcsolat létesíthető az adott zóna és a hozzá tartozó szerv között és így ingerhatást lehet kifejteni.
Ha bármilyen elváltozás, betegség jön létre a szervezetben, azaz felborul a szervezet egyensúlya, akkor ezek a mikroterületek jeleznek. Ilyenkor salakanyagok rakódnak le a beteg szervnek megfelelő területen. Minél régebbi és súlyosabb a szerv egyensúlyzavara, a lerakódás annál nagyobb és tömörebb. Pl. ha valakinek veseköve van (bár még nem okoz nála fizikai problémát), a vese zónájában érezni lehet apró kis göböket és érzékenységet, fájdalmat is mutathat a talp adott területe.
A reflexológiai kezelés
- beindítja a szervezet öngyógyító folyamatait
- a testnedvek keringését serkenti, helyreállítja (vér-, nyirokkeringés)
- segíti a salak- és méreganyagok kiürülését
- csillapítja a fájdalmat
- oldja a testi, lelki feszültséget
- a hormontermelő mirigyek működését szabályozza.[1][2][3]